# IoT GO
IoT GOは、株式会社マイクロリンクと、自動車部品を製造する久野金属工業株式会社が、Microsoft Azureを利用し共同開発したIoTサービス。リアルタイム稼働モニタリング、稼働率測定、稼働時間測定、停止時間測定、製造ビッグデータの構築が可能。生産ラインで実地検証を重ね、現場での見やすさ・使いやすさ、データの安全性・安定性などが追及されている。クラウドサービスなので、システムはクラウド上にすでに構築されており、新規にハード、ソフトを購入することなく、サービスに申し込むだけで、すぐに利用開始できるのが特徴。2018年6月リリース発表。

## IoT GOの位置づけ

### クラウド化されたIoTシステム
クラウド上でシステムの構築は完了しているため、製造機器にIoT端末を取り付けるだけですぐにIoTを開始することができる。特定の顧客向けも開発要素がないので、非常に安価で提供できるシステムになっている。IoT GOはこのタイプのIoTシステムを採用している。

また、IoT GOはサービスに必要な端末や通信機器をレンタルで提供することによって、初期費用0円を実現することができた。

### その他のIoTシステム
- 製造機器メーカーのIoTシステム

製造機器にIoTセンサーを内蔵した携帯で販売される。新規導入した装置には対応できるが、既存の装置には取り付けが難しく費用がやや高い。
- プロトタイプとしてのIoTシステム

IoTシステムのプロトタイプとして製造化されているもの。カスタマイズを前提としており、要望に合ったシステムの構築、さまざまな製造機器への適用や統合が可能。その反面、カスタマイズ作業が必要となり導入までに時間がかかるため、価格は導入機関に比例して高くなる。

## 株式会社マイクロリンク

### 会社概要
- 会社名　株式会社マイクロリンク
- 所在地　名古屋市西区天塚町四丁目69番地 シヤチハタビル2階
- 事業内容
  - SI事業（受託システム開発、ネットワーク構築、導入、保守）
  - クラウドサービス、ソフトウエアプロダクト開発・販売
  - ゲーム開発事業（スマートフォン、携帯、PC ）
  - 労働者派遣事業（派23-302055）

### 沿革
1989年4月に、久野金属工業株式会社より独立し、株式会社マイクロリンクを設立。C言語、BASIC、dBASEによるシステム開発開始。
設立後、自社開発したパソコン通信基地局を運営するとともに、オフコンダウンサイジングを開始する。
1995年から、インターネットアクセスポイントの運営を開始。
1998年に、Microsoft Partner認定
2001年に、久野金属工業株式会社向けのマシン稼働率測定システムの開発を行う。
2013年、クラウドソリューションの取り組みを開始する。
2016年、Microsoft Goldコンピテンシーパートナーに認定される。

## 久野金属工業株式会社

### 会社概要
- 会社名　久野金属工業株式会社
- 所在地
  - 常滑工場：愛知県常滑市久米字池田174番地（久米南部工業団地内）
  - 有松工場：愛知県名古屋市緑区野末町201番地
- 事業内容　自動車用及び産業用部品の設計・開発、金型製作、プレス加工、溶接、組立、機械加工、表面処理

### 沿革
1947年　久野忠吉（元会長）、久野博淳（現名誉会長）が久野製作所を名古屋市南区にて創立

1950年　久野金属工業株式会社を設立
プレス金型の設計・製作及びプレス加工・組立を開始

2005年　愛知ブランド企業の認定を愛知県より受ける

2009年　内閣総理大臣表彰　第3回ものづくり日本大賞『優秀賞』受賞

2014年　経済産業省『グローバルニッチトップ企業100選』受賞

2016年　経済産業省『攻めのIT経営中小企業百選』受賞

## 製造業とIoT
IoTは生産性向上には欠かせないキーテクノロジーとなっている。IoTを用いて集められた製造データをクラウドに正しく自動的に記録・蓄積される。これらビッグデータと呼ばれる王大な量の製造データは、のちにAIモデル学習に利用できるデータとなり、またIoTを活用していくことで、生産性向上のために必要な改善が、より少ない手間と時間で行うことが可能となる。

しかし、IoTやAIというのは、中小企業にとってまだまだ敷居が高いイメージが強く、導入できている企業はほとんどないといっても過言ではない。

### 製造業でIoTを活用するメリットとその効果
IoT導入により生産性を向上させたことで、以下の点が可能となった。生産性を向上させることにより、以下の点が可能となった。

- 設備投資の抑制

1. 設備購入費の抑制
2. 機械設置場所の節約
3. 新設備に対する保守費用、電力費用の削減

- 総人件費の削減

生産性を向上させることで、時間当たりの生産量が増加。

残業時間の短縮を実現。

改善に必要なデータ収集もIoTによって自動で行われるため、データ収集に人材を使う必要がなくなる。
- IoTで見える化=現場の動機付け

リアルタイムで生産状況が確認できるため、現作業者の仕事がデータとして見ることができる。当然過去のデータも1年分保存されるため、同じ製造現場での過去のシフトや、個人の稼働率を見ることができる。単に稼働状況や稼働率を見るためではなく、人事評価にも活用できる。

### IoTの懸念点
1. 金額

IoTシステムの導入には大企業向けで数百万から数千万がほとんど。中小企業向けのサービスもあるが、実験用のハードウェアを使用するなど、工場内稼働yぷとしての配慮が欠如しており、セキュリティ面でも問題視されている。

1. 自社開発が困難

IoTが高額になる背景として、一社でカバーしきれない技術要素が多い。

(工場内のデータ送信までの設計、装置選定、工事、ネットワーク、クラウド、セキュリティ、AI, RPA など)

1. クラウドに対する不安感